# Temnikov
Temnikov in russo Темников? è una città della Repubblica di Mordovia, nella Federazione Russa, capoluogo del Temnikovskij rajon.